# البطولات الوطنية الأمريكية 1960 (كرة مضرب)
قائمة بالأبطال في 1960 البطولات الوطنية الأمريكية لكرة المضرب (المعروفة الآن باسم أمريكا المفتوحة):

## الكبار

### فردي رجال
نيل فريجر هزم  رود لافر 6-4 6-4 9-7

### فردي سيدات
دارلين هارد هزم  ماريا بيونو 6-4, 10-12, 6-4